# Eliminatoria a la Eurocopa Sub-18 1997
La Eliminatoria al Campeonato Europeo Sub-18 1997 fue la fase de clasificación que disputaron 45 selecciones juveniles de Europa entre 1996 y 1997 para clasificar a la fase final del torneo a disputarse en Islandia en 1997.
Se dividió en dos rondas de clasificación de donde saldrían 7 selecciones para jugar la fase final del torneo junto al anfitrión Islandia.

## Primera ronda

### Grupo 1
Los partidos se jugaron en Holanda.
| País         | J | G | E | P | GF | GC | GD | Pts |
| ------------ | - | - | - | - | -- | -- | -- | --- |
| Países Bajos | 3 | 3 | 0 | 0 | 6  | 1  | +5 | 9   |
| Lituania     | 3 | 1 | 1 | 1 | 5  | 5  | 0  | 4   |
| Escocia      | 3 | 1 | 1 | 1 | 4  | 4  | 0  | 4   |
| Gales        | 3 | 0 | 0 | 3 | 3  | 8  | –5 | 0   |

|  | Gales        | 0–2 | Países Bajos |
|  | Escocia      | 1–1 | Lituania     |
|  | Lituania     | 0–2 | Países Bajos |
|  | Escocia      | 2–1 | Gales        |
|  | Lituania     | 4–2 | Gales        |
|  | Países Bajos | 2–1 | Escocia      |

### Grupo 2
Los partidos se jugaron en Suecia.
| País        | J | G | E | P | GF | GC | GD | Pts |
| ----------- | - | - | - | - | -- | -- | -- | --- |
| Francia     | 3 | 2 | 1 | 0 | 8  | 1  | +7 | 7   |
| Suecia      | 3 | 2 | 1 | 0 | 7  | 1  | +6 | 7   |
| Letonia     | 3 | 1 | 0 | 2 | 2  | 7  | –5 | 3   |
| Islas Feroe | 3 | 0 | 0 | 3 | 1  | 9  | –8 | 0   |

|  | Francia     | 5–0 | Letonia     |
|  | Islas Feroe | 0–5 | Suecia      |
|  | Islas Feroe | 0–2 | Francia     |
|  | Suecia      | 1–0 | Letonia     |
|  | Letonia     | 2–1 | Islas Feroe |
|  | Suecia      | 1–1 | Francia     |

### Grupo 3
Los partidos se jugaron en Noruega.
| País        | J | G | E | P | GF | GC | GD | Pts |
| ----------- | - | - | - | - | -- | -- | -- | --- |
| Noruega     | 2 | 2 | 0 | 0 | 5  | 1  | +4 | 6   |
| Bielorrusia | 2 | 1 | 0 | 1 | 5  | 2  | +3 | 3   |
| Estonia     | 2 | 0 | 0 | 2 | 0  | 7  | –7 | 0   |

|  | Noruega     | 2–1 | Bielorrusia |
|  | Bielorrusia | 4–0 | Estonia     |
|  | Estonia     | 0–3 | Noruega     |

### Grupo 4
Los partidos se jugaron en Irlanda.
| País      | J | G | E | P | GF | GC | GD | Pts |
| --------- | - | - | - | - | -- | -- | -- | --- |
| Irlanda   | 2 | 0 | 2 | 0 | 3  | 3  | 0  | 2   |
| Dinamarca | 2 | 0 | 2 | 0 | 3  | 3  | 0  | 2   |
| Polonia   | 2 | 0 | 2 | 0 | 2  | 2  | 0  | 2   |

|  | Dinamarca | 2–2 | Irlanda   |
|  | Polonia   | 1–1 | Dinamarca |
|  | Irlanda   | 1–1 | Polonia   |

### Grupo 5
Los partidos se jugaron en Inglaterra.
| País              | J | G | E | P | GF | GC | GD | Pts |
| ----------------- | - | - | - | - | -- | -- | -- | --- |
| Inglaterra        | 2 | 2 | 0 | 0 | 5  | 0  | +5 | 6   |
| Finlandia         | 2 | 1 | 0 | 1 | 2  | 1  | +1 | 3   |
| Irlanda del Norte | 2 | 0 | 0 | 2 | 0  | 6  | –6 | 0   |

|  | Finlandia         | 2–0 | Irlanda del Norte |
|  | Inglaterra        | 1–0 | Finlandia         |
|  | Irlanda del Norte | 0–4 | Inglaterra        |

### Grupo 6
| País     | J | G | E | P | GF | GC | GD  | Pts |
| -------- | - | - | - | - | -- | -- | --- | --- |
| Portugal | 6 | 4 | 0 | 2 | 19 | 8  | +11 | 12  |
| Alemania | 6 | 4 | 0 | 2 | 13 | 12 | +1  | 12  |
| Turquía  | 6 | 4 | 0 | 2 | 12 | 13 | –1  | 12  |
| Bélgica  | 6 | 0 | 0 | 6 | 8  | 19 | –11 | 0   |

|  | Turquía  | 5–3 | Bélgica  |
|  | Bélgica  | 1–2 | Alemania |
|  | Alemania | 2–4 | Turquía  |
|  | Portugal | 4–2 | Bélgica  |
|  | Turquía  | 0–2 | Alemania |
|  | Bélgica  | 1–3 | Portugal |
|  | Turquía  | 2–1 | Portugal |
|  | Alemania | 2–1 | Portugal |
|  | Bélgica  | 0–1 | Turquía  |
|  | Portugal | 5–1 | Alemania |
|  | Portugal | 5–0 | Turquía  |
|  | Alemania | 4–1 | Bélgica  |

### Grupo 7
Los partidos se jugaron en Eslovaquia.
| País                | J | G | E | P | GF | GC | GD | Pts |
| ------------------- | - | - | - | - | -- | -- | -- | --- |
| Croacia             | 2 | 2 | 0 | 0 | 7  | 0  | +7 | 6   |
| Eslovaquia          | 2 | 1 | 0 | 1 | 2  | 4  | –2 | 3   |
| Macedonia del Norte | 2 | 0 | 0 | 2 | 0  | 5  | –5 | 0   |

|  | Macedonia  | 0–2 | Eslovaquia          |
|  | Croacia    | 3–0 | Macedonia del Norte |
|  | Eslovaquia | 0–4 | Croacia             |

### Grupo 8
Los partidos se jugaron en Suiza.
| País       | J | G | E | P | GF | GC | GD | Pts |
| ---------- | - | - | - | - | -- | -- | -- | --- |
| Suiza      | 2 | 1 | 1 | 0 | 3  | 2  | +1 | 4   |
| Azerbaiyán | 2 | 1 | 0 | 1 | 1  | 1  | 0  | 3   |
| Austria    | 2 | 0 | 1 | 1 | 2  | 3  | –1 | 1   |

|  | Austria    | 2–2 | Suiza      |
|  | Azerbaiyán | 1–0 | Austria    |
|  | Suiza      | 1–0 | Azerbaiyán |

### Grupo 9
Los partidos se jugaron en Luxemburgo.
| País            | J | G | E | P | GF | GC | GD | Pts |
| --------------- | - | - | - | - | -- | -- | -- | --- |
| República Checa | 2 | 2 | 0 | 0 | 10 | 1  | +9 | 6   |
| Malta           | 2 | 1 | 0 | 1 | 3  | 6  | –3 | 3   |
| Luxemburgo      | 2 | 0 | 0 | 2 | 1  | 7  | –6 | 0   |

|  | Luxemburgo      | 0–3 | Malta           |
|  | Malta           | 0–6 | República Checa |
|  | República Checa | 4–1 | Luxemburgo      |

### Grupo 10
Los partidos se jugaron en España.
| País      | J | G | E | P | GF | GC | GD | Pts |
| --------- | - | - | - | - | -- | -- | -- | --- |
| España    | 2 | 2 | 0 | 0 | 6  | 1  | +5 | 6   |
| Eslovenia | 2 | 0 | 1 | 1 | 0  | 2  | –2 | 1   |
| Albania   | 2 | 0 | 1 | 1 | 1  | 4  | –3 | 1   |

|  | Eslovenia | 0–2 | España    |
|  | Albania   | 0–0 | Eslovenia |
|  | España    | 4–1 | Albania   |

### Grupo 11
Los partidos se jugaron en Rumania.
| País     | J | G | E | P | GF | GC | GD | Pts |
| -------- | - | - | - | - | -- | -- | -- | --- |
| Israel   | 3 | 3 | 0 | 0 | 6  | 3  | +3 | 9   |
| Rumania  | 3 | 2 | 0 | 1 | 8  | 3  | +5 | 6   |
| Ucrania  | 3 | 1 | 0 | 2 | 4  | 5  | –1 | 3   |
| Moldavia | 3 | 0 | 0 | 3 | 2  | 9  | –7 | 0   |

|  | Moldavia | 1–2 | Ucrania  |
|  | Rumania  | 1–2 | Israel   |
|  | Israel   | 2–1 | Ucrania  |
|  | Rumania  | 5–0 | Moldavia |
|  | Israel   | 2–1 | Moldavia |
|  | Ucrania  | 1–2 | Rumania  |

### Grupo 12
| País       | J | G | E | P | GF | GC | GD | Pts |
| ---------- | - | - | - | - | -- | -- | -- | --- |
| Yugoslavia | 4 | 2 | 1 | 1 | 8  | 3  | +5 | 7   |
| Italia     | 4 | 1 | 2 | 1 | 4  | 3  | +1 | 5   |
| Grecia     | 4 | 1 | 1 | 2 | 1  | 7  | –6 | 4   |

|  | Grecia     | 0–0 | Italia     |
|  | Yugoslavia | 0–1 | Grecia     |
|  | Italia     | 2–0 | Grecia     |
|  | Italia     | 1–1 | Yugoslavia |
|  | Yugoslavia | 2–1 | Italia     |
|  | Grecia     | 0–5 | Yugoslavia |

### Grupo 13
Los partidos se jugaron en Chipre.
| País    | J | G | E | P | GF | GC | GD | Pts |
| ------- | - | - | - | - | -- | -- | -- | --- |
| Hungría | 2 | 1 | 1 | 0 | 3  | 1  | +2 | 4   |
| Rusia   | 2 | 1 | 1 | 0 | 2  | 1  | +1 | 4   |
| Chipre  | 2 | 0 | 0 | 2 | 0  | 3  | –3 | 0   |

|  | Rusia   | 1–0 | Chipre  |
|  | Hungría | 1–1 | Rusia   |
|  | Chipre  | 0–2 | Hungría |

### Grupo 14
Los partidos se jugaron en Bulgaria.
| País     | J | G | E | P | GF | GC | GD | Pts |
| -------- | - | - | - | - | -- | -- | -- | --- |
| Bulgaria | 2 | 1 | 1 | 0 | 10 | 2  | +8 | 4   |
| Georgia  | 2 | 0 | 2 | 0 | 4  | 4  | 0  | 2   |
| Armenia  | 2 | 0 | 1 | 1 | 2  | 10 | –8 | 1   |

|  | Bulgaria | 2–2 | Georgia  |
|  | Armenia  | 0–8 | Bulgaria |
|  | Georgia  | 2–2 | Armenia  |

## Segunda ronda
| Equipo 1        | Agr. | Equipo 2 | Ida | Vuelta |
| --------------- | ---- | -------- | --- | ------ |
| Países Bajos    | 0–6  | Francia  | 0–3 | 0–3    |
| Noruega         | 1–5  | Irlanda  | 1–2 | 0–3    |
| Inglaterra      | 2–4  | Portugal | 2–1 | 0–3    |
| Croacia         | 0–1  | Suiza    | 0–1 | 0–0    |
| República Checa | 1–2  | España   | 1–2 | 0–0    |
| Yugoslavia      | 3–4  | Israel   | 3–2 | 0–2    |
| Hungría         | 4–1  | Bulgaria | 1–0 | 3–1    |